# Shriners
Pour les articles homonymes, voir The Shrine.
 (janvier 2015).
Si vous disposez d'ouvrages ou d'articles de référence ou si vous connaissez des sites web de qualité traitant du thème abordé ici, merci de compléter l'article en donnant les références utiles à sa vérifiabilité et en les liant à la section « Notes et références ».

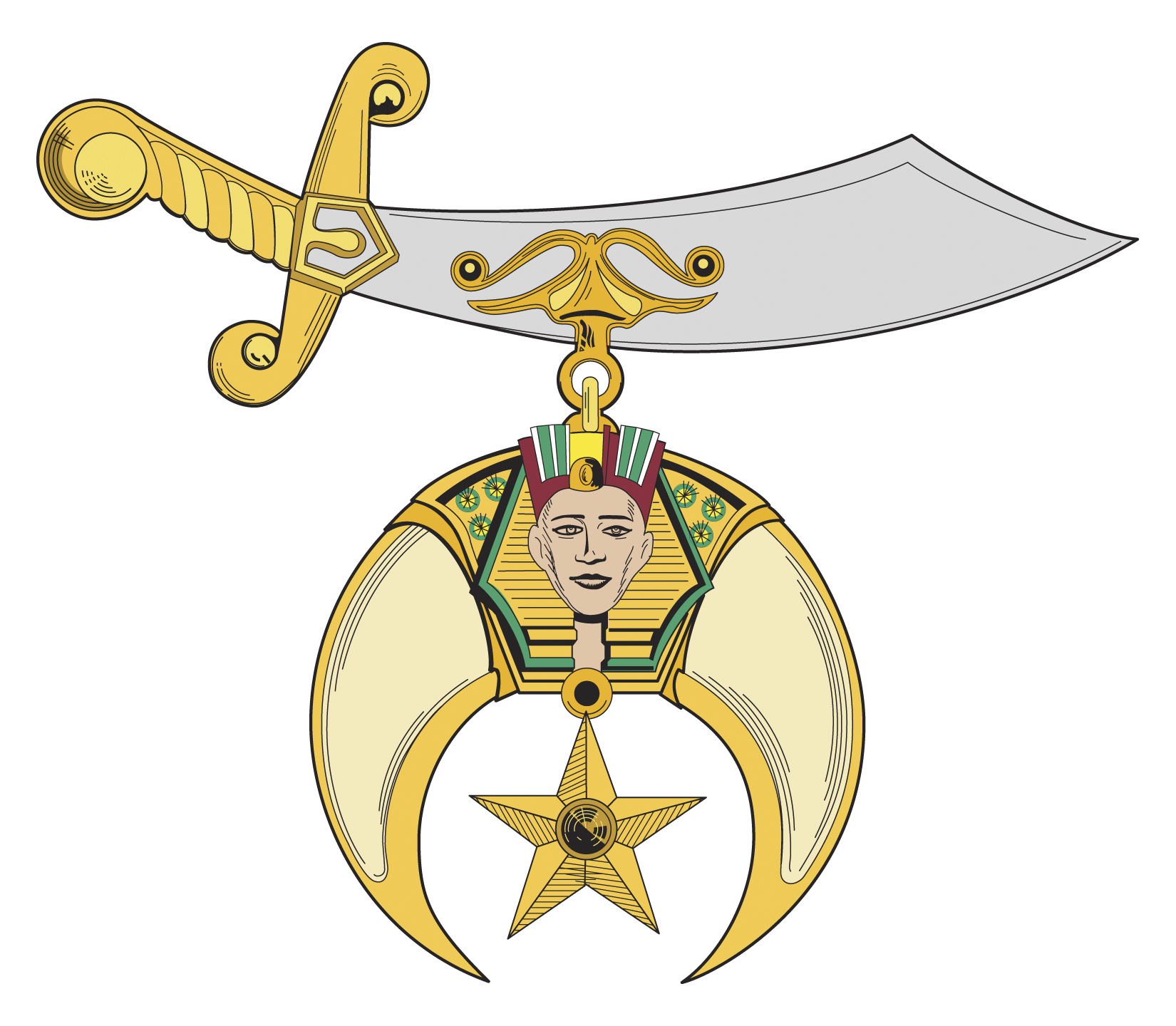
Logo du Sanctuaire reprenant plusieurs symboles islamiques.

Les Shriners ou AAONMS (Ancient Arabic Order of the Nobles of the Mystic Shrine), traduisible par « Ordre arabe ancien des nobles du sanctuaire mystique ») sont une société para-maçonnique nord-américaine fondée par Walter M. Fleming et William J. Florence à New York dans les années 1870. Ils recrutent leurs membres parmi les francs-maçons du troisième degré. Revendiquant environ 400 000 membres dans le monde, ils sont présents dans environ 193 temples aux États-Unis d'Amérique, au Canada, au Mexique et à Panama, ainsi qu'aux Philippines, à Porto Rico, en Europe, en Australie et dans de nombreux pays musulmans.

## Histoire

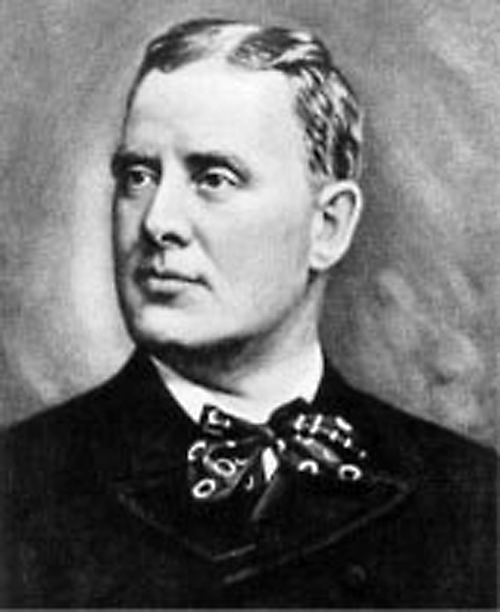
William Jermyn Conlin, alias William Jermyn Florence.

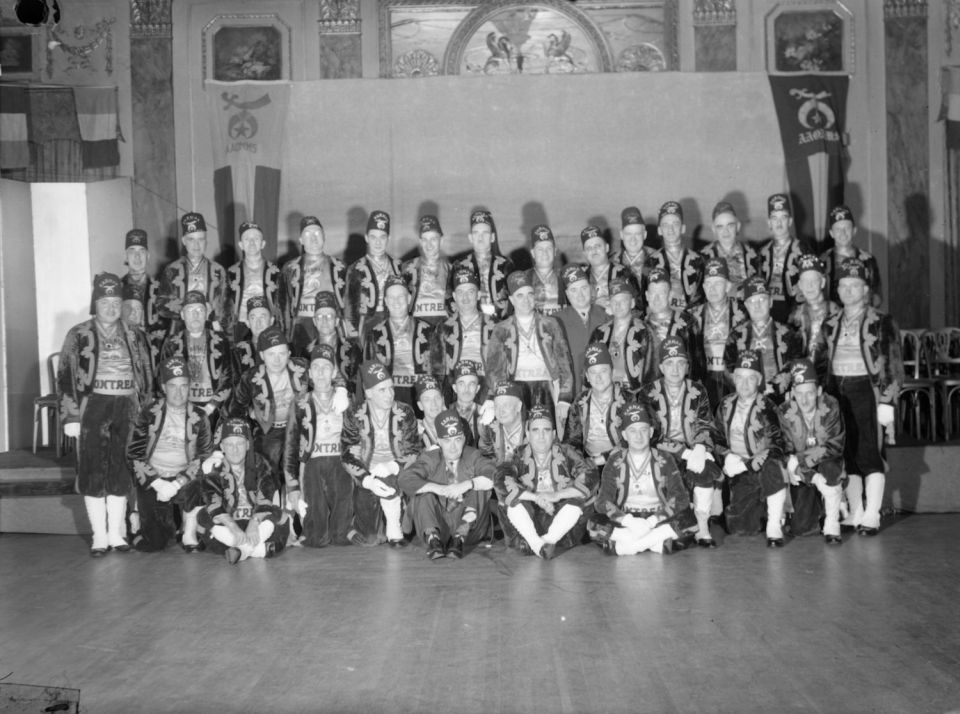
Patrouille arabe du Karnak Temple Mystic Shrine, Montréal, 29 mai 1948.

L'histoire de l'ordre débute lorsque William J. Florence fut invité à Marseille à une fête organisée par un diplomate arabe. Le spectacle fut une sorte de comédie musicale précisément rythmée dont la conclusion fit des invités les membres d'une société secrète. Ayant voyagé à Alger, puis au Caire, l'acteur prit note de ce spectacle et les suggéra à son ami Walter M. Fleming. Ce dernier les convertit pour créer l'AAONMS.
Dès lors, le groupe a adopté un cadre oriental codifié par son rite faisant référence aux Mille et une nuits et s'inspirant de la mystique soufie. Par exemple, le temple devient une « mosquée ». Les dignitaires ont comme degré « illustre grand prêtre et prophète ».

## Adhésion
En dépit de son thème, l'ordre des Shriners n'a aucun rapport avec l'islam. C'est une société fraternelle dite paramaçonnique dont les membres sont souvent maîtres francs-maçons ayant déclaré lors d'une profession de foi la croyance en un Être suprême. Avant la réforme de l'ordre en 2000, les membres devaient obligatoirement avoir obtenu le 32e degré du Rite écossais ancien et accepté ou le 13e degré du Rite d'York.

## Parades et activités publiques
Les Shriners défilent souvent costumés dans leurs tenues orientales et organisent des spectacles de cirque. Par ailleurs, les Shriners contribuent aussi à organiser les Oscars et tiennent des banquets en l'honneur des vedettes de Hollywood.

## Œuvres caritatives

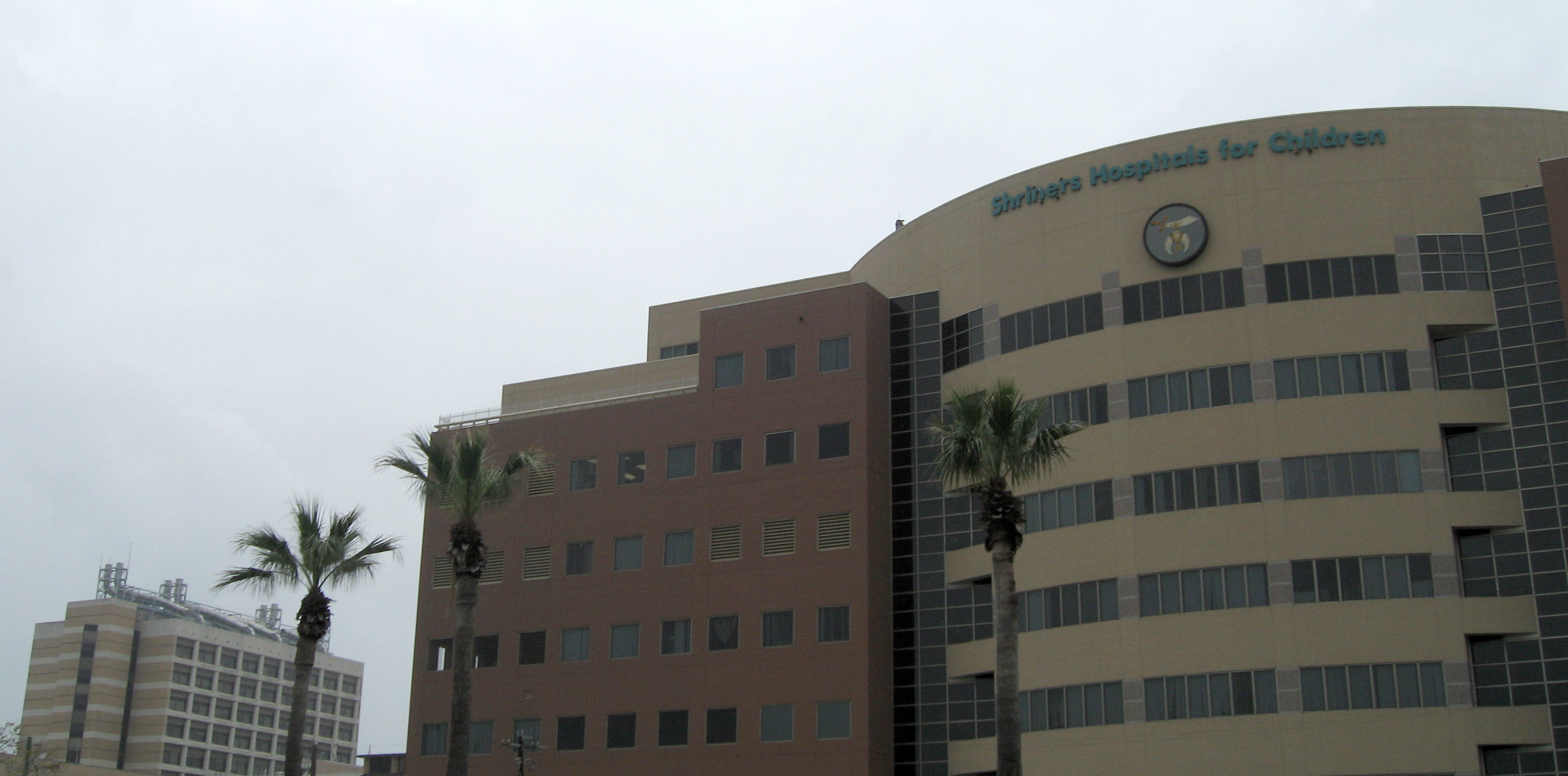
Hôpital Shriners pour enfants de l'université du Texas.

L'ordre finance un réseau de vingt-deux hôpitaux Shriners (Shriners Hospitals for Children (en)) dont un au Mexique pour les enfants sans aucune condition d'admission si ce n'est d'avoir moins de dix-huit ans. Les hôpitaux suivent ainsi gratuitement plus de 100 000 patients en 2006 pour un budget global de 600 millions de dollars.

## Membres célèbres

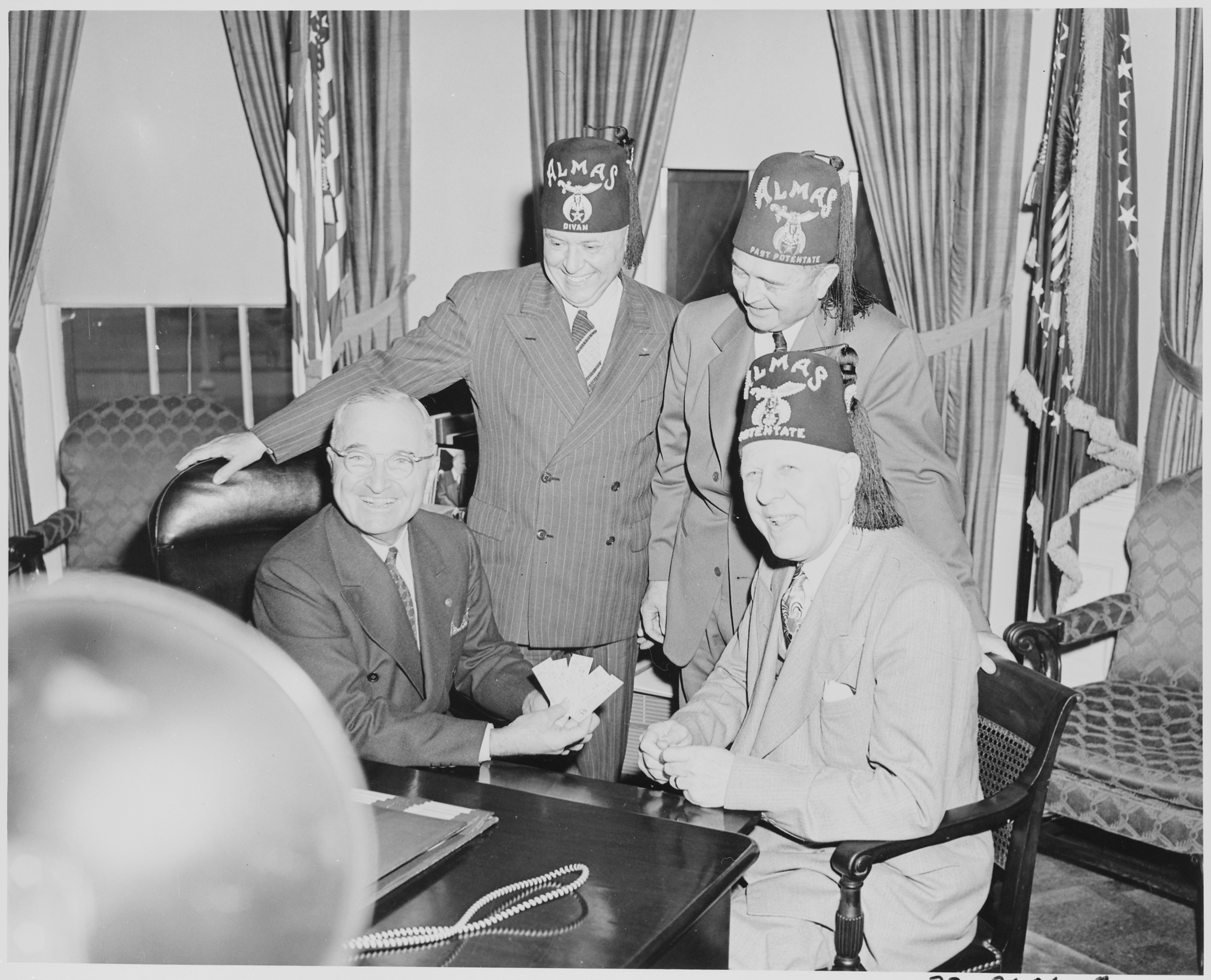
Le président des États-Unis Harry S. Truman recevant des membres des Shriners en 1948.

Selon leur site officiel :
- Buzz Aldrin
- Ernest Borgnine
- Ty Cobb
- Gerald Ford
- Clark Gable
- Barry Goldwater
- Warren G. Harding
- J. Edgar Hoover
- Hubert Humphrey
- Jack Kemp
- Kris Kristofferson
- Harold Lloyd
- Douglas MacArthur
- George McGovern
- Audie Murphy
- Sam Nunn
- Pascual Ortiz Rubio
- Arnold Palmer
- Michael A. Richards
- Abelardo L. Rodríguez
- Will Rogers
- Franklin D. Roosevelt
- Red Skelton
- Dave Thomas
- Strom Thurmond
- Howard Thurston (en)
- Harry S. Truman
- George Wallace
- Earl Warren
- John Wayne
- Roy Rogers

## Royal Order of Jesters
Le Royal Order of Jesters est une organisation fraternelle masculine, qui n'autorise que les Shriners en règle à en faire partie. L'admission se fait uniquement sur invitation.